# Road to Le Mans
Road to Le Mans est une compétition automobile se déroulant en juin (généralement la vingt-quatrième semaine de l'année) sur le circuit des 24 Heures en prélude aux 24 Heures du Mans. Cette épreuve existe depuis 2016 et fait partie du championnat Michelin Le Mans Cup.
Cette compétition d'endurance rassemble des voitures de type sport-prototypes pour la catégorie LMP3, et de type grand tourisme pour la catégorie GT3.

## Histoire
A l’occasion de la dernière manche du championnat European Le Mans Series, Pierre Fillon, Président de l’ACO et Gérard Neveu, Directeur Général de l’ELMS, en présence de Pascal Couasnon, Directeur de Michelin Motorsport, ont annoncé la création en 2016 d’une nouvelle série, la Michelin GT3 Le Mans Cup. Ce championnat, réservé alors à des voitures de Grand tourisme répondant à la réglementation GT3, allait se dérouler à l'occasion de cinq des six manches du championnat ELMS, et en levée de rideau des 24 Heures du Mans (manche appelée « Road to Le Mans »). Pour la course Road to Le Mans, la réglementation concernant les équipages est différente de celle des autres manches, car pour celle-ci, il n'est pas obligatoire d'avoir dans leur composition au moins un pilote catégorisé « Bronze ». 
En février 2016, il est annoncé que cette compétition sera également ouverte au voitures de Sport-prototype de catégorie LMP3 en tant que course « hors championnat ». 39 concurrents se sont inscrits (22 dans la catégorie LMP3 et 17 dans la catégorie GT3) pour la course inaugurale  2016,.
En février 2017,  l'ACO annonce un changement de format : la compétition Road to Le Mans sera dorénavant composée de deux courses de 55 minutes, au lieu d'une seule lors de la première édition. Le nombre de voitures pouvant concourir dans l'épreuve est porté de 42 à 46,.

## Résultats
| Année | Course | Pilotes                                | écurie                 | Voiture          | Durée/Distance |
| ----- | ------ | -------------------------------------- | ---------------------- | ---------------- | -------------- |
| 2016  |        | Alexandre Cougnaud Thomas Laurent      | DC Racing              | Ligier JS P3     | 13 Tours       |
| 2017  | 1      | Sean Rayhall John Falb                 | United Autosports      | Ligier JS P3     | 13 Tours       |
| 2017  | 2      | Alexander Toril (de) Jean Glorieux     | DKR Engineering        | Norma M30        | 13 Tours       |
| 2018  | 1      | Mikkel Jensen Kay Van Berio            | EuroInternational      | Ligier JS P3     |                |
| 2018  | 2      | Michael Benham Duncan Tappy            | Lanan Racing           | Norma M30        |                |
| 2019  | 1      | Adrian Chila Nicolas Schatz            | GRAFF                  | Norma M30        | 11 Tours       |
| 2019  | 2      | Francois Kirmann Laurents Hörr         | DKR Engineering        | Norma M30        | 11 Tours       |
| 2020  | 1      | Jean Glorieux Laurents Hörr            | DKR Engineering        | Duqueine M30-D08 | 11 Tours       |
| 2020  | 2      | Nicolas Maulini Edouard Cauhaupé       | Cool Racing            | Ligier JS P320   | 11 Tours       |
| 2021  | 1      | Colin Noble Anthony Wells              | Nielsen Racing         | Ligier JS P320   | 11 Tours       |
| 2021  | 2      | Moritz Kranz Ugo de Wilde              | Mühlner Motorsport     | Duqueine M30-D08 | 11 Tours       |
| 2022  | 1      | Tom Dillmann Alexander Mattschull (de) | Racing Spirit of Léman | Ligier JS P320   | 12 Tours       |
| 2022  | 2      | Mike Benham Duncan Tappy               | Cool Racing            | Ligier JS P320   | 11 Tours       |
| 2023  | 1      | Manuel Espírito Santo Martin Rich      | Team Virage            | Ligier JS P320   | 11 Tours       |
| 2023  | 2      | David Droux (de) Luis Sanjuan          | Cool Racing            | Ligier JS P320   | 11 Tours       |

## Statistique
| Nombre de victoires | Constructeur     | Années                                                       |
| ------------------- | ---------------- | ------------------------------------------------------------ |
| 9                   | Ligier           | 2016 - 2017 - 2018 - 2020 - 2021 - 2022 - 2022 - 2023 - 2023 |
| 6                   | Norma - Duqueine | 2017 - 2018 - 2019 - 2019 - 2020 - 2021                      |

| Pos. | Nations     | Victoires |
| ---- | ----------- | --------- |
| 1er  | Suisse      | 4         |
| 2e   | Royaume-Uni | 3         |
| 2e   | Luxembourg  | 3         |
| 4e   | Belgique    | 1         |
| 4e   | Chine       | 1         |
| 4e   | États-Unis  | 1         |
| 4e   | France      | 1         |
| 4e   | Pologne     | 1         |